# أحمد عمران
أحمد عمران كاتب يمني. حاصل على الدكتوراه في التنقيب عن المعادن والتعدين. في عام 2000 نشر مجموعة قصص قصيرة بعنوان أفق جديد لعالم أحدث. وقد ترجمت قصة من هذا الكتاب (شاعر وراقصة) إلى اللغة الإيطالية وتم ادراجها في مختارات الأدب اليمني عام 2009 التي تدعى بيرل ديلو اليمن.
عاش عمران في المجر لسنوات عديدة.